# Stanisław Gierada

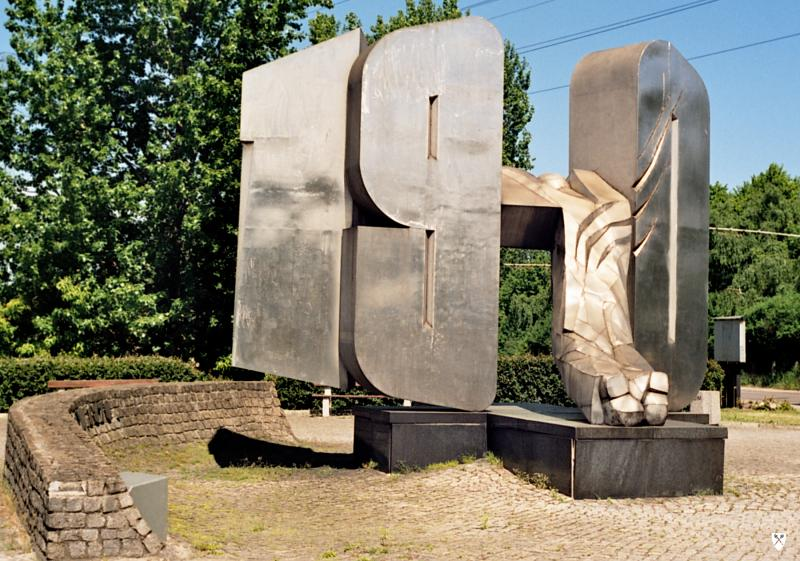
Pomnik Ofiar Grudnia 1970 w Gdyni, przy al. Solidarności

Stanisław Gierada (ur. 7 marca 1943 w Baćkowicach) – polski rzeźbiarz, pedagog Akademii Sztuk Pięknych w Gdańsku.

## Życiorys
Jest absolwentem Państwowego Liceum Technik Plastycznych w Kielcach. Od 1962 roku studiował na Wydziale Rzeźby w Państwowej Wyższej Szkole Sztuk Plastycznych w Gdańsku (obecnie: Akademia Sztuk Pięknych w Gdańsku). Dyplom uzyskał w 1968 roku w pracowni prof. Stanisława Horno-Popławskiego.
W latach 1968–1975 pracował w Biurze Projektowo-Usługowym „Miastoprojekt” w Gdańsku. Od 1969 roku jest członkiem ZPAP.
W 1989 roku zatrudnił się w macierzystej uczelni, na stanowisku wykładowcy w Pracowni Rzeźby w Katedrze Malarstwa, Rysunku i Rzeźby Wydziału Architektury i Wzornictwa, w 1991 roku został starszym wykładowcą. W 1995 roku Rada Wydziału Rzeźby nadała mu kwalifikacje I stopnia, a w 1999 roku kwalifikacje II stopnia w zakresie dyscypliny artystycznej – rzeźba. W 2000 roku został adiunktem. Kierował Pracownią Technik Rzeźbiarskich i Pracownią Rekonstrukcji Rzeźby na Wydziale Rzeźby w Akademii Sztuk Pięknych w Gdańsku, w której pracował do 2012 roku.
Tworzy realizacje z zakresu: konserwacji, architektury wnętrz, malarstwa ściennego (mozaiki), medalierstwa, rysunku, rzeźby sakralnej i pomnikowej. Jest autorem pomnika Ofiar Grudnia 1970 w Gdyni (1980), pomnika w Norylsku ku czci Polaków pomordowanych na Syberii (1996), pomnika nagrobnego Aliny Pieńkowskiej (2010), pomnika nagrobnego Arkadiusza Rybickiego (2011).
Prace artysty znajdują się w galeriach, muzeach i zbiorach prywatnych Europy, USA i Kanady.

## Wystawy indywidualne
- 1991 – Gdańska Galeria Rzeźby, Gdańsk
- 1992 – Gdańska Galeria Rzeźby, Gdańsk
- 1994 – Gdańska Galeria Rzeźby, Gdańsk
- 1994 – Reutlingen, Niemcy
- 1996–1999 – Akademia Sztuk Pięknych w Gdańsku
- 2002 – Międzynarodowe Centrum Targowe (Era-Art), Gdańsk
- 2003 – Galeria ZPAP, Gdańsk
- 2003 – Galeria Rzeźby ZAR, Gdańsk
- 2003 – Wystawa Rzeźby Parkowej, Park Oliwski, Gdańsk
- 2005 – Autorska Galeria Piwnice, Kielce
- 2005 – Galeria Zielona, Busko Zdrój
- 2012 – Filharmonia Bałtycka, Gdańsk
- 2017 – Archipelag Kultury Scena Muzyczna, Gdańsk
- 2018 – Galeria Jednego Dzieła, PGNiG, Gdańsk
- 2018 – Ku wolności. Retrospekcja. Wystawa z Okazji Jubileuszu 50-lecia Pracy Twórczej, Galeria Mesa, ECS, Gdańsk
- 2021 – Kobiety, Galeria Sztuki Nowy Warzywniak, Oliwski Ratusz Kultury, Gdańsk

## Nagrody i wyróżnienia
- I miejsce w Konkursie i realizacja Pomnika Ofiar Grudnia 1970 w Gdyni (1980)
- III miejsce w Konkursie na Pomnik Protestów Radomskich 1976 w Radomiu (1984)
- Nagroda Prezydenta Miasta Gdańska w Dziedzinie Kultury z okazji jubileuszu 35-lecia pracy twórczej (2003)
- Nagroda Prezydenta Miasta Gdańska w Dziedzinie Kultury z okazji jubileuszu 40-lecia pracy artystycznej (2010)
- Nagroda Prezydenta Miasta Gdańska w Dziedzinie Kultury z okazji jubileuszu 50-lecia pracy twórczej (2018)
- Nagroda Marszałka Województwa Pomorskiego (2018)
- Nagroda Prezydenta Miasta Gdyni (2018)
- Złota Odznaka ZPAP

Źródło:.